# Военно-воздушные силы Грузии
Военно-воздушные силы Грузии (груз. საქართველოს სამხედრო-საჰაერო ძალები) — род сил в составе сухопутных войск вооружённых сил Республики Грузия.
Ранее ВВС Грузии являлись отдельным видом вооружённых сил.

## История
Военно-воздушные силы Грузии были созданы после провозглашения независимости Грузии и создания вооружённых сил Грузии. Первые случаи боевого применения авиатехники имели место в начале 1990-х годов в ходе боевых действий в Абхазии.
В 1999 году начался ремонт авиатехники — для ремонта на Украину были отправлены два боевых вертолёта противолодочной авиации Ми-14, три боевых вертолёта Ми-24 и два вертолёта Ми-2.
В сентябре 1999 года на обучение в США были направлены пилоты и авиатехники для 10 вертолётов UH-1H общей стоимостью 9,5 млн долларов США (бесплатно переданных грузинской армии из США в 1999—2000). Первые два вертолёта UH-1H были получены из США в октябре 1999 года.
17 ноября 1999 года в Тбилиси был подписан турецко-грузинский протокол о выделении гранта в размере 2,1 млн долларов США на модернизацию вооружённых сил Грузии. Деньги были выделены на реализацию восьми проектов, одним из которых являлась модернизация Марнеульского военного аэродрома. 19 октября 2004 года было подписано ещё одно грузино-турецкое соглашение, в соответствии с которым Турция выделила дополнительные средства на реконструкцию аэродрома в Марнеули. Модернизация аэродрома в Марнеули проходила при участии турецких специалистов и была завершена в 2004 году, в результате аэродром получил возможность проводить обслуживание полётов боевой авиации в дневное и ночное время, в том числе — в сложных метеоусловиях.
В 2001 году военно-воздушные силы Грузии получили по программе военной помощи из Турции ещё два вертолёта UH-1H.
Также в 2001 году началась ещё одна программа подготовки пилотов и авиатехников для вертолётов UH-1 (The UH-1 Helicopter Program), в ходе которой на авиабазе «Fort Rucker» в штате Алабама было подготовлено 23 пилота и авиатехника для вертолётов UH-1.
Также в 2001 году израильская компания «Elbit Systems» разработала проект модернизации штурмовиков Су-25 военно-воздушных сил Грузии до уровня Су-25КМ (всего, в период до 15 мая 2008 года на Тбилисском авиазаводе до уровня Су-25КМ были модернизированы пять штурмовиков Су-25 ВВС Грузии).
В 2004 году при посредничестве болгарской компании EMKO Грузия закупила в Македонии четыре штурмовика Су-25 (которые в 2001 году Македония купила у Украины).
В ночь на 12 марта 2007 года в районе озера Базалети потерпел катастрофу боевой вертолёт Ми-24 военно-воздушных сил Грузии, погибли все три члена экипажа, находившиеся на борту. Причиной авиакатастрофы стали сложные метеоусловия.
В период с сентября 2007 по май 2008 года на Украине прошли курс обучения 25 пилотов батумской авиашколы, которых учили летать на вертолётах Ми-8, Ми-24 и самолётах Ан-2. Кроме того, в период с середины января по апрель 2008 года обучение экипажей для грузинских военно-воздушных сил проводилось группой из шести украинских военных инструкторов под командованием майора Никоненко на грузинской авиабазе «Новоалексеевская».
В августе 2008 года в ходе войны в Грузии военно-воздушные силы Грузии потеряли несколько единиц авиатехники.
По состоянию на 2011 год, военно-воздушные силы Грузии насчитывали 1310 человек личного состава, на вооружении находились: три штурмовика Су-25, семь Су-25К, два Су-25УБ, пять L-39, три Ан-2, три вертолёта Ми-24В, два вертолёта Ми-24П, двенадцать вертолётов Ми-8Т и 5 вертолётов UH-1H.
9 июня 2010 года был заключён контракт с концерном «Eurocopter» на поставку двух вертолётов AS.332 «Super Puma», в 2012 году два вертолёта «Super Puma» в модификации AS.332L1 (бортовые номера «100» и «101») были переданы министерству обороны Грузии.

## Структура
Авиационная бригада Сухопутных войск Грузии состоит из авиационной и вертолётной эскадрилий.

## Пункты базирования
- Авиабаза Алексеевка
- Авиабаза Марнеули
- Авиабаза Телави (не военный)
- Авиабаза Сенаки (заброшен)

## Боевой состав
| Обозначение формирования или части | Вооружение и оснащение | Место расположения |
| ---------------------------------- | ---------------------- | ------------------ |
| Авиационная эскадрилья             | нет данных             | нет данных         |
| Вертолётная эскадрилья             | нет данных             | нет данных         |

## Техника и вооружение

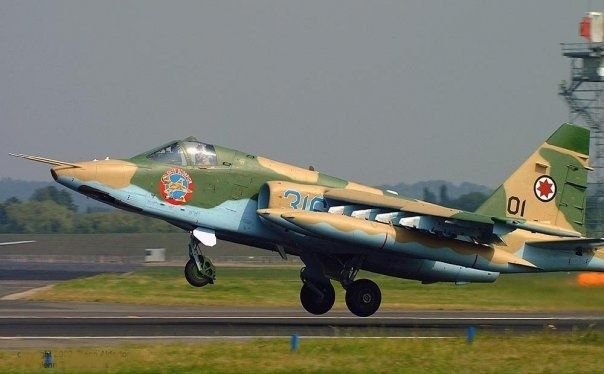
Су-25КМ

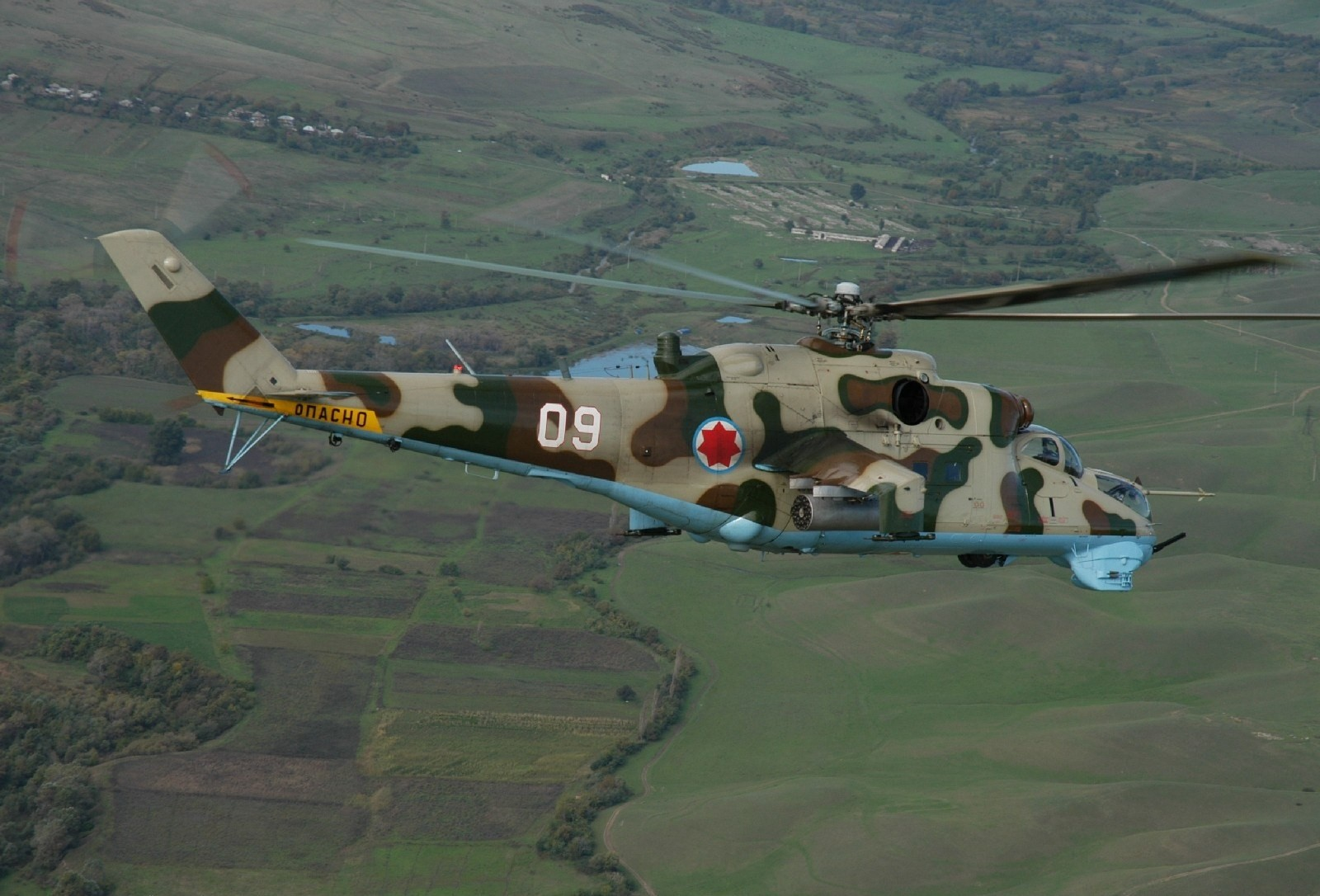
Ми-24

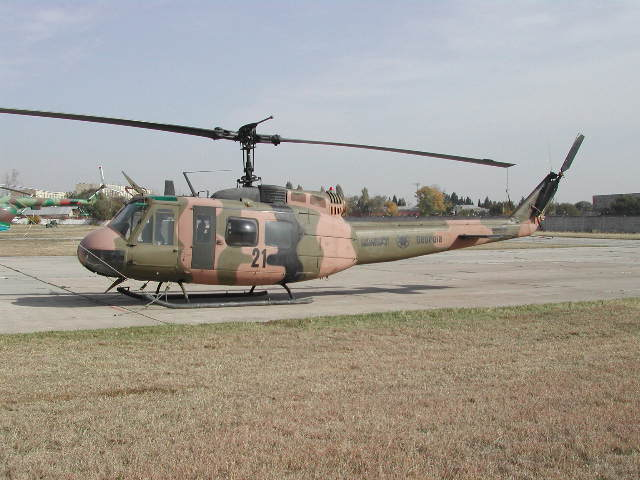
Bell UH-1 Iroquois

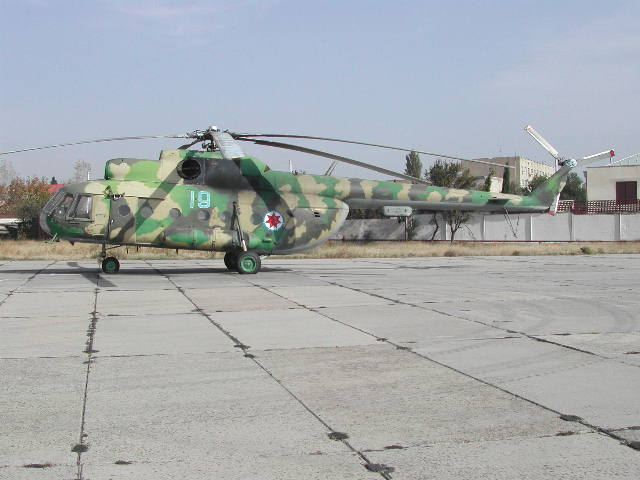
Ми-8

| Тип                              | Производство    | Назначение                            | Количество            | Примечания                                                                      |  |
| Боевые самолёты                  | Боевые самолёты | Боевые самолёты                       | Боевые самолёты       | Боевые самолёты                                                                 |  |
| -------------------------------- | --------------- | ------------------------------------- | --------------------- | ------------------------------------------------------------------------------- |  |
| МИГ-21Ум                         | СССР            | истребитель                           | 2                     | На заводе ТАЗ в нерабочем состоянии.                                            |  |
| Су-25КМ Су-25УБ                  | СССР · Грузия   | штурмовик учебно-боевой учебно-боевой | 7                     | Все самолёты были модернизированы с помощью компании Delta,в августе 2023 года. |  |
| Транспортные самолёты            |                 |                                       |                       |                                                                                 |  |
| Ан-2                             | СССР            | транспортный самолёт                  | 6                     |                                                                                 |  |
| АН-28                            | СССР            | транспортный самолёт                  | 2                     |                                                                                 |  |
| Як-40                            | СССР            | транспортный самолёт                  | 2                     |                                                                                 |  |
| Вертолёты                        |                 |                                       |                       |                                                                                 |  |
| Bell UH-1H Iroquois              | США             | многоцелевой вертолёт                 | 12                    |                                                                                 |  |
| AS332 Super Puma                 | Франция         | транспортный вертолёт                 | 2                     |                                                                                 |  |
| МИ-8Т                            | СССР            | транспортный вёртолёт                 | 17                    |                                                                                 |  |
| МИ-14                            | СССР            | транспортный вертолёт                 | 2                     |                                                                                 |  |
| Ми-24В                           | СССР            | транспортно-боевой вертолёт           | 6                     |                                                                                 |  |
| БПЛА                             |                 |                                       |                       |                                                                                 |  |
| Hermes 450                       | Израиль         | Разведывательный БПЛА                 | 1                     |                                                                                 |  |
| Зенитные ракетные комплексы      |                 |                                       |                       |                                                                                 |  |
| 9К37 Бук-М1                      |                 | СССР                                  | ЗРК средней дальности | 1-2 батальона                                                                   |  |
| 9К33М2 «Оса-АК» 9К33М3 «Оса-АКМ» |                 | СССР                                  | ЗРК ближнего действия | 2 батареи6-10                                                                   |  |

## Опознавательные знаки

Опознавательный знак ВВС Грузии
Вариант уменьшенной видимости
Один из вариантов

## Авиапарк
| Опознавательный знак | Знак на фюзеляж | Знак на киль | Когда использовался | Порядок нанесения |
| -------------------- | --------------- | ------------ | ------------------- | ----------------- |
|                      | нет             |              | 1991-2004           |                   |
|                      | нет             |              | 2004-               |                   |

## Знаки различия

### Генералы и офицеры
| Категории               | Генералы      | Генералы           | Генералы          | Генералы          | Старшие офицеры | Старшие офицеры      | Старшие офицеры | Младшие офицеры | Младшие офицеры   | Младшие офицеры | Младшие офицеры    |
| ----------------------- | ------------- | ------------------ | ----------------- | ----------------- | --------------- | -------------------- | --------------- | --------------- | ----------------- | --------------- | ------------------ |
|                         |               |                    |                   |                   |                 |                      |                 |                 |                   |                 |                    |
| Грузинское звание       | გენერალი      | გენერალ ლეიტენანტი | გენერალ მაიორი    | ბრიგადის გენერალი | პოლკოვნიკი      | ლეიტენანტ პოლკოვნიკი | მაიორი          | კაპიტანი        | უფროსი ლეიტენანტი | ლეიტენანტი      | უმცროსი ლეიტენანტი |
| Российское соответствие | Генерал армии | Генерал-полковник  | Генерал-лейтенант | Генерал-майор     | Полковник       | Подполковник         | Майор           | Капитан         | Старший лейтенант | Лейтенант       | Младший лейтенант  |

### Сержанты и рядовые
| Категории               | Подофицеры        | Подофицеры        | Подофицеры          | Сержанты и старшины | Сержанты и старшины | Сержанты и старшины | Сержанты и старшины | Солдаты | Солдаты                  | Солдаты               | Солдаты |
| ----------------------- | ----------------- | ----------------- | ------------------- | ------------------- | ------------------- | ------------------- | ------------------- | ------- | ------------------------ | --------------------- | ------- |
|                         |                   |                   |                     |                     |                     |                     |                     |         |                          |                       | нет     |
| Грузинское звание       | მთავარი სერჟანტი  | ბრიგადის სერჟანტი | ბატალიონის სერჟანტი | მასტერ სერჟანტი     | უფროსი სერჟანტი     | სერჟანტი            | უმცროსი სერჟანტი    | კაპრალი | პირველი კლასის ეფრეიტორი | მე-2 კლასის ეფრეიტორი | რიგითი  |
| Российское соответствие | Старший прапорщик | Прапорщик         | нет                 | Старшина            | Старший сержант     | Сержант             | Младший сержант     | нет     | нет                      | Ефрейтор              | Рядовой |

## Галерея

### Самолёты ВВС Грузии

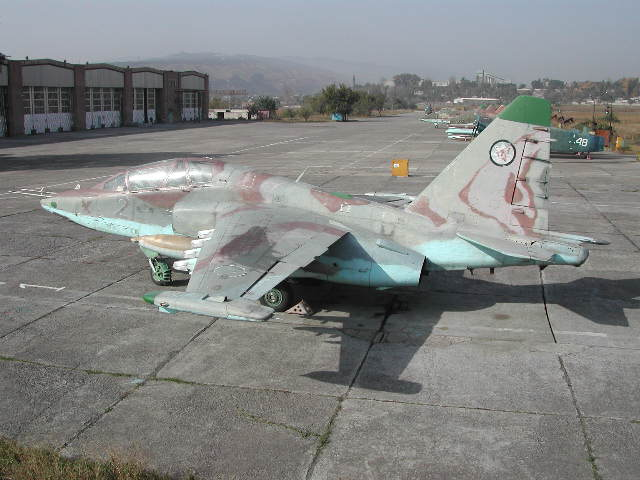
Су-25
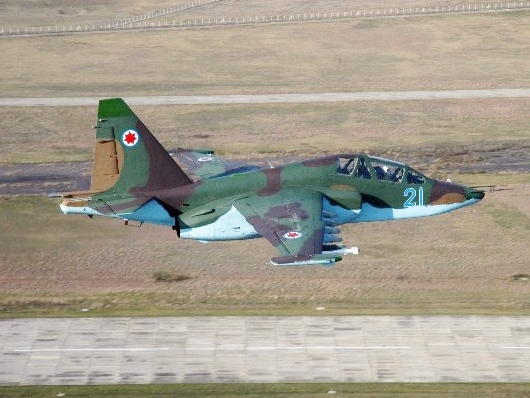
Су-25УБ
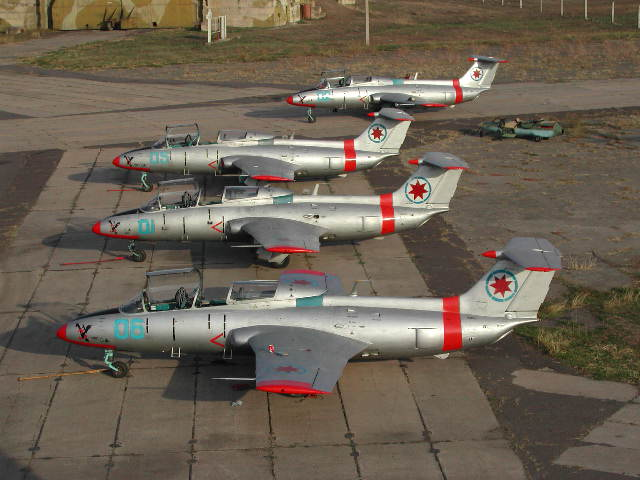
Aero L-29 Delfin

### Вертолёты ВВС Грузии

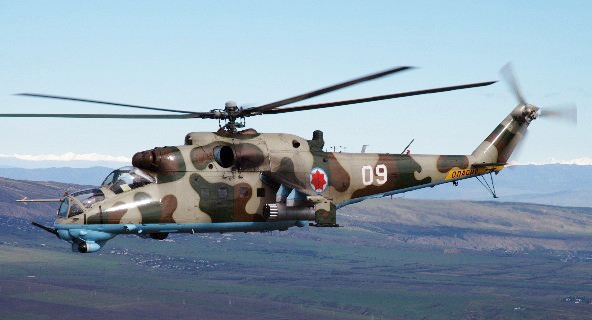
Ми-24В
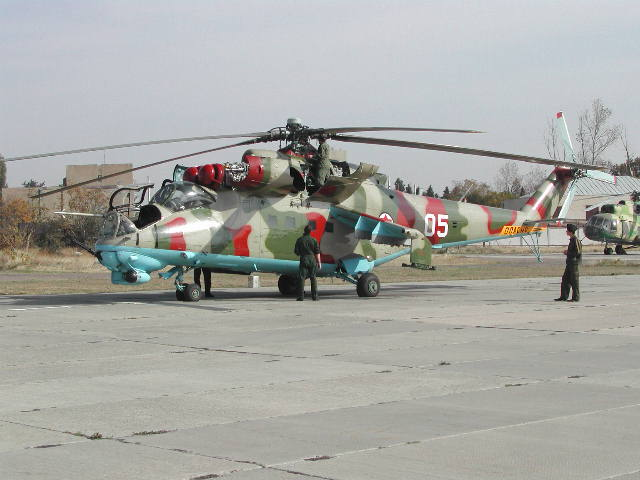
Ми-24В
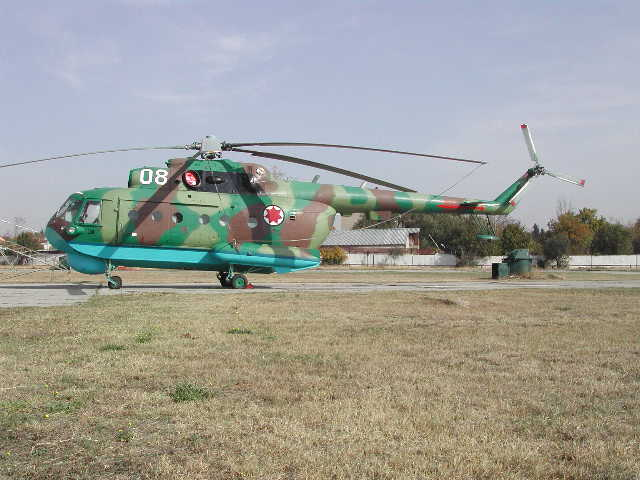
Ми-14